# Luxemburgischer Eishockeypokal 1995/96
Die Saison 1995/96 war die dritte Austragung des luxemburgischen Eishockeypokals, des luxemburgischen Eishockeypokalwettbewerbs. Pokalsieger wurde zum insgesamt zweiten Mal in der Vereinsgeschichte Tornado Luxembourg.

## Hauptrunde

### Gruppe 1
|    | Klub               | Sp | S | U | N | Tore  | Punkte |
| -- | ------------------ | -- | - | - | - | ----- | ------ |
| 1. | Tornado Luxembourg | 4  | 3 | 1 | 0 | 29:19 | 7      |
| 2. | Lions de Wasquehal | 4  | 1 | 1 | 2 | 16:20 | 3      |
| 3. | Chiefs Leuven      | 4  | 1 | 0 | 3 | 18:24 | 2      |

Sp = Spiele, S = Siege, U = Unentschieden, N = Niederlagen

### Gruppe 2
- Lokomotive Luxembourg qualifizierte sich als Erster der Landesliga Rheinland-Pfalz für das Finale um den Pokal.

## Finale
- Tornado Luxembourg – Lokomotive Luxembourg 14:7